# Batalla de Kruti
La batalla de Kruti es va lliurar entre el 28 de febrer i l'1 de març de 2022, entre els llogarets de Pamiatne i Khoroshe Ozero com a part de l'ofensiva d'Ucraïna oriental durant la Invasió russa d'Ucraïna del 2022.
Les escaramusses tingueren lloc després de la batalla de Konotop. Com a resultat de l'atac ucraïnès amb l'huracà MLRS, el moviment de la columna russa es va endarrerir.
Entre els llogarets de Pamyatne i Khoroshe Ozero, va haver-hi una batalla entre les forces ucraïneses i les tropes russes. Els ucraïnesos afirmen que els cossos de 200 soldats i oficials russos morts en 2 camions KAMAZ van ser portats a la regió de Sumy a través del poble de Plysky. Segons informes d'Ukrinform, els soldats russos havien disparat contra el Monument als herois de Kruty abans dels enfrontaments.